# Casa Serra (Tremp)
La Casa Serra és una obra de Tremp (Pallars Jussà) protegida com a Bé Cultural d'Interès Local.

## Descripció
Edifici entre mitgeres, amb quatre nivells d'alçada, planta baixa i tres pisos. Presenta influències classicistes en la disposició de la façana, que destaca per la unitat simètrica dels vans i balconades. Les finestres balconeres d'arc de mig punt amb la dovella clau sobresortida, es troben emmarcades per balconades corregudes amb unes baranes de ferro molt treballat presentant motius vegetals i classicistes. En el balcó del segon pis s'indica la data 1888, moment en què es van fer la forja dels balcons i finestres.
La façana posterior es troba molt reformada.

## Història
No es té cap referència història sobre els orígens de la Casa Serra, que fou propietat de la família Serra i posteriorment dels hereus de Josep Mir Bastús. La construcció pot emmarcarse dins la fase constructiva de finals del segle xix, moment en què es permet terraplenar el fossar i aixecar edificis de planta baixa, per evitar tapar les cases que donaven a l'antiga murada. Aquest és l'origen que s'atribueix a les terrasses que envolten avui dia l'actual Plaça Princesa Sofia.
Cal destacar que segons fonts locals, la forja dels balcons i finestres procedeix d'un palau de Sevilla.